# サトウ食品 (新潟県)
サトウ食品株式会社（さとうしょくひん、英: Sato Foods Co., Ltd.）は、新潟県新潟市東区に本社を置き、主に餅、米飯、白玉など米穀を原料とした食品を製造する企業。旧社名は佐藤食品工業。

## 概要
主に切り餅、鏡餅などの包装餅、無菌包装米飯の製造を行っている。
創業当時は白玉粉を製造する会社として設立されたが、1960年代に真空パックの餅を発売した。1965年（昭和40年）に、のし餅に縦横の筋を入れた「サトウの板もち」を発売。その後、核家族化社会のニーズに応えるため改良を加える道を選ぶ。
1973年（昭和48年）に「サトウの切り餅」を発売。これはレトルト殺菌釜、ロータリー真空機、三連包装機、耐熱性資材という多数の革新的な機械を導入して開発された製品で、1年間長期保存を可能にパックした「サトウの切り餅」の販売で、包装もちを年間商品として市場に定着させることで、マーケットの拡大に伴い業界でのシェアを大幅に伸ばし、「あモチモチモーチモチ〜」のコマーシャルソングの相乗効果もあって、包装もち業界では売上トップ企業となる。1983年（昭和58年）には業界で初めて、生の餅を一個一個無菌的に包装した製品「サトウの切り餅 つきたてシングルパック」を発売、3年後には同社の売上No.1となった。2002年（平成14年）には餅を「ふっくらうまく焼きたい」という消費者のニーズを吸い上げて、料理に使うの時にも便利なようにひとつひとつの餅に上下と左右に切れ目を入れることで調理性にも優れた製品が発売された。
1988年（昭和63年）にはレンジアップタイプの無菌包装米飯「サトウのごはん」の販売を開始した。それまでのレトルト米飯は炊飯後に真空パックし、高圧を掛けて加熱殺菌するタイプの物がほとんどで、製造後1年間程度まで長期保存できる利点があったが、水分が多くてまとわり付きやすく、米飯本来の食感を維持できないという品質上の難点があり、専ら携帯食としての需要がメインであった。佐藤食品は餅の無菌包装工程のノウハウを活用して米飯の製造ラインを無菌状態にし、炊いた米飯を瞬間冷却してパック詰めする「無菌包装工法」を全国で初めて確立。釜炊きの米飯に匹敵する風味と食感を製造後6箇月間程度まで保持することに成功した。発売開始当初、テレビコマーシャルで連呼された「玄関開けたら、2分でごはん」のキャッチフレーズが話題を呼び、電子レンジで簡単に1膳分のご飯を暖めることができる手軽さなどから、同業他社も追随して類似製品の製造に進出した。その後、段階的に賞味期限を延長し（詳細は沿革を参照）、2020年（令和2年）8月製造分からは賞味期限が1年となっている。
「サトウのごはん」がヒット商品に成長した背景には後日談がある。発売当初は「若者の一人暮らし世帯」をターゲットとしてコンビニエンスストアを中心に販路開拓を進めたものの、元々コンビニではおかずの添えられた弁当やインスタント食品の需要が高く商品群も充実しているため、売上げが思うように伸びなかった。ところがその後、兵庫県芦屋市の六麓荘町周辺にあるスーパーマーケットで好調な売上げを記録していることが判明。同町周辺は高齢化が進行し、独居や夫婦二人暮らしの世帯が数多く「ご飯を余分に炊かなくて済む」「来客時など、ご飯が足りない際にすぐ暖められる」といった理由から重宝がられたのが大きな理由であった。こうしたことからスーパーや量販店での販路を強化したところ、売上げは飛躍的に上昇した。
2014年（平成26年）7月、燕市吉田地区に本社・工場を置き「うさぎもち」のブランドで包装餅シェア国内3位を有するきむら食品が民事再生法の適用を申請したのに伴い、佐藤食品は同社とスポンサー契約を締結して経営再建を手掛けることとなった。佐藤食品は同年8月に、きむら食品の事業を譲受する受け皿会社として宝町食品を設立し、同年9月に実施された事業譲受と同時に宝町食品はきむら食品（後のうさぎもち）へ商号変更した。
東京証券取引所2部に株式を上場しているが、愛知県の佐藤食品工業（JASDAQ上場）と全く同一の社名であることから、上場名は「サトウ食品工業」としていたが、2020年（令和2年）8月1日から社名を「サトウ食品」に変更し、正式社名と上場名を一致させた。

## 沿革
- 1950年（昭和25年）4月 - 佐藤勘作商店として発足、白玉粉の製造を始める。
- 1958年（昭和33年）11月 - 初めて正月用のし餅の製造を始める。
- 1961年（昭和36年）4月 - 本社・工場を現在地に移転、有限会社佐藤食品工業所に改組。
- 1964年（昭和39年）10月 - 包装餅の製造販売を始める。
- 1965年（昭和40年）10月 - 板餅の製造販売を始める。
- 1966年（昭和41年）10月 - 株式会社佐藤食品工業所に改組。
- 1975年（昭和50年）
  - 5月 - 株式会社こぶし食品工業を吸収合併。
  - 6月 - スーパー部門を設立。同年、新潟市藤見町にフジミショッピングセンターを開店。
- 1977年（昭和52年）10月 - 佐賀第一工場完成。
- 1979年（昭和54年）10月 - 新発田第一工場完成。
- 1980年（昭和55年）4月 - 佐藤食品工業株式会社に改称。
- 1980年（昭和55年）10月 - 生切り・生丸餅製造販売を始める。
- 1981年（昭和56年）9月 - 佐賀第二工場（生丸餅専用工場）完成。
- 1982年（昭和57年）8月 - 新発田第二工場（生切り餅専用工場）完成。
- 1983年（昭和58年）10月 - 新商品「つきたてシングルパック」製造販売を始める。
- 1984年（昭和59年）- 2代目社長として佐藤功が就任。
- 1988年（昭和63年）4月 - 米飯「サトウのごはん」製造販売を始める（この時点では賞味期限は6か月）[3]。
- 1993年（平成5年） 11月 - 「サトウの福餅入り鏡餅」の製造販売を始める。
- 1999年（平成11年）9月 - 北海道米飯工場完成。
- 2001年（平成13年）4月 - 東京証券取引所第2部に上場。
- 2002年（平成14年）4月 - 切り込み入り包装餅「こんがりうまカット」（現在の「パリッとスリット」）製造販売を始める。
- 2005年（平成17年）- 「サトウのごはん」の賞味期限を8か月に延長する[3]。
- 2006年（平成18年）4月 - 「つきたてシングルパック」を「パリッとスリット」に全面リニューアル。
- 2010年（平成22年） - 3代目社長として佐藤元が就任。
- 2013年（平成25年）- 「サトウのごはん」の賞味期限を10か月に延長する[3]。
- 2014年（平成26年）8月  - 株式会社きむら食品の民事再生スポンサーとなる。同時に株式会社きむら食品の事業を譲受する受け皿会社として宝町食品株式会社を設立。
- 2014年（平成26年）9月 - 子会社の宝町食品株式会社が株式会社きむら食品の事業を譲受。宝町食品株式会社の商号を株式会社きむら食品（後の株式会社うさぎもち）へ変更[4]。
- 2020年（令和2年）8月 - 創業70周年を機に、社名をサトウ食品株式会社に変更[5]。当月製造分から、「サトウのごはん」の賞味期限を1年に延長し、食品ロス削減のため賞味期限表示を「年月日」から「年月」へ変更する[3]。
- 2024年（令和6年）4月 - 新潟アルビレックスランニングクラブと命名権契約を結び、チーム名をサトウ食品新潟アルビレックスランニングクラブとした[6]。

## 主な製品
- 無菌化包装米飯「サトウのごはん」
- 切り餅「サトウの切り餅」
- 鏡餅「サトウの鏡餅」

## CM出演者

### 現在
- Negicco（新潟県のローカルアイドル）
- 芦田愛菜 - サトウの切り餅
- きいやま商店 - サトウのごはん（沖縄県限定）
- オードリー（若林正恭・春日俊彰） - サトウのごはん

### 過去
- 西川峰子
- 岸本加世子
- 大和さくら
- コント赤信号
- グレートチキンパワーズ
- 大谷みつほ
- 渋谷飛鳥
- 福島和可菜
- 相川結
- 西城秀樹
- りんか&あんな（子役）

## 「切り餅」特許訴訟
2012年（平成24年）、越後製菓から起こされた切り餅製造法に関する特許訴訟で最高裁での敗訴が確定した。

## テレビ番組
- 日経スペシャル カンブリア宮殿 大手メーカーに負けない 革新的！商品開発の極意（2022年1月13日、テレビ東京）- 社長・佐藤元出演[8]

## 参考資料
- がっちりマンデー!!（TBSテレビ・2016年（平成28年）4月3日）